# رز ماری (فیلم ۱۹۵۴)
رز ماری (انگلیسی: Rose Marie) فیلمی در ژانر موزیکال به کارگردانی مروین لیروی است که در سال ۱۹۵۴ منتشر شد.

## بازیگران
- آن بلایت
- هاوارد کیل
- فرناندو لاماس
- جوآن تیلور
- مارجوری ماین
- ری کالینز
- برت لار
- فرانک هاگنی
- میکی سیمپسون